# Spławy (gmina Poniatowa)
Spławy – wieś w Polsce położona w województwie lubelskim, w powiecie opolskim, w gminie Poniatowa.
W latach 1975–1998 miejscowość należała administracyjnie do województwa lubelskiego.
Wieś stanowi sołectwo w gminie Poniatowa. Według Narodowego Spisu Powszechnego z roku 2011 wieś liczyła 125 mieszkańców.

## Historia
Spławy u schyłku wieku XIX stanowiły kolonię w gminie Karczmiska.
Według danych ze spisu powszechnego z 1921 roku była to kolonia w gminie Karczmiska z 10. domami i 51 mieszkańcami.